# Antón de Marirreguera
Antón de Marirreguera pravo ime Antón González Reguera, španski pisatelj, pesnik, avtor prvih ohranjenih del v asturščini (različica asturleonščine), * okrog 1605, Carreño ali Logrezana, Španija; † okrog 1660.

## Življenje
Menijo, da je bil sin plemiča, ki se je imenoval Pedro Álvarez Hevia. Oče mu je mlad umrl, zato je začel rabiti ime svoje matere (ki se je imenovala María González Reguera) v krajši obliki Marirreguera.
Ker je bil sirota, ni imel več možnosti, zato si je izbral duhovniški poklic. Študiral je humanistiko, latinščino in bogoslovje na Univerzi v Oviedu. Bil je posvečen v duhovnika leta 1631, nato je vodil župnije v okolici Carreña. Po podatkih je bil med 1640 in 1644 župnik (pod imenom Antonio González Reguera) v Prendesu. Leta 1645 se pojavi v dokumentih kot Antonio González Moñiz in župnikoval v Albandiju. Verjetno je uporabil ime svojega strica, ki se je imenoval Xoan Moñiz in je pred njim služboval v tej župniji.
Leta 1661 je njegov nečak, Xuan Rodríguez Reguera prevzel župnijo v Albaniju, kar lahko pomeni, da je bil umrl že okrog 1660.

## Delo
Opravil je dejavno pisateljsko in pesniško delo že v študentskih letih. Veliko njegovih del je ostalo rokopisu, zato so večinoma izgubljena, čeprav so znani naslovi veliko teh del. Tudi nečak Xuan je uničil pred Antónovo smrtjo nekaj rokopisov, kar mu je stric naročil, rekoč, ne da bi rekli pozneje, da se je kot duhovnik zabavil v teh delih.
Marirreguera je bil priljubljen pesnik takratne Asturije. Leta 1639 je zmagoval na pesniškem tekmovanju Sveta Evlalija, kjer si je pridobil prvo nagrado s pesmijo Pleitu ente Uviéu y Mérida pola posesión de les cenices de Santa Olaya v asturskem jeziku. Tudi je napisal astursko politično brošuro Diálogu políticu, ki je edinstveno delo iz tega obdobja.
Napisal je pravljice, večinoma na podlagi antičnih zgodb (npr. o Eneju) in samostojne pripovedi kot L'ensalmador (Zdravilnik) ali Los alcaldes (Župani).
Prvič je Carlos Gonzáles de Posada objavil njegova v svoji knjigi Memorias Históricas del Principado de Asturias y Obispado de Oviedo (1794). Tudi je prevzel nekaj njegovih pesmi asturski pesnik José Caveda y Nava v 19. stoletju, v svojo pesniško zbirko.
Leta 1997 je Xulio Viejo izdal Marirreguerjeve pravljice v zbirki Fábules, Teatru y Romances, ki jih je zbiral tudi Caveda. Čeprav ni zanesljivo, da so vse te pravljice Marirreguerjeva dela. Možno, da je na primer pravljica Píramo y Tisbe delo pisatelja Benita de l'Auxe iz 18. stoletja.
Maja 2000 je bil namenjen Asturski Literarni Teden spominu Marirreguerjevega dela.